# Elisa Fernandes
Elisa Leite Fernandes (Rio de Janeiro, 14 de fevereiro de 1950 — 2 de janeiro de 1993) foi uma atriz brasileira.

## Biografia
Nasceu e morou no bairro do Leblon, no município do Rio de Janeiro. Iniciou sua carreira no cinema em 1970, no filme Meu Pé de Laranja Lima, como Lili, irmã do protagonista Zezé.
Em 1971, participou do premiado Em Família. No mesmo ano, atuou em Ali Babá e os Quarenta Ladrões, com os trapalhões Dedé Santana e Renato Aragão.
Fez ainda O Descarte, com Glória Menezes e Ronnie Von, e Quem Tem Medo de Lobisomem?.
Na televisão, Elisa interpretou jovens românticas em novelas de época, como Senhora, Vejo a Lua no Céu, Escrava Isaura e Maria, Maria. Seu último trabalho na TV foi na novela Carmem da TV Manchete.
Fez um ensaio sensual na revista Ele e Ela, em abril de 1976.
Morreu de câncer de mama
, no Rio de Janeiro, aos 42 anos, em 2 de janeiro de 1993.